# Koh-i Baba
Le Koh-i-Baba est un massif montagneux d'Afghanistan qui constitue un prolongement occidental de l'Hindou-Kouch. Il abrite la source des rivières Kaboul, Helmand, Arghandab et Hari Rûd. Son point culminant est le pic Foladi à 5 048 m d'altitude au sud de Bâmiyân.

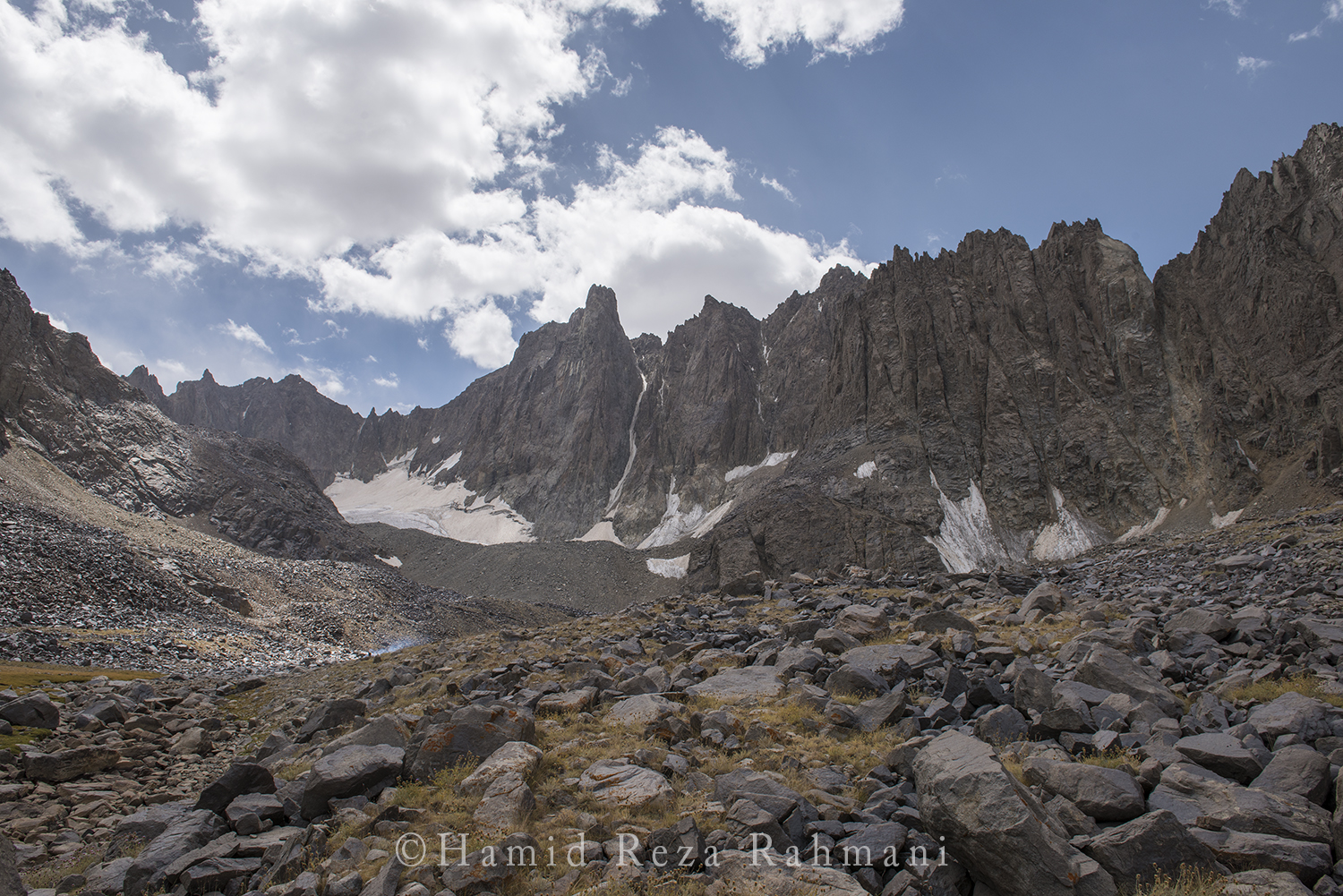
Vue dans le massif.